# Edwina Hicks Brudenell
Edwina Victoria Louise Brudenell (født Hicks; født 24. december 1961 i Lambeth, London) er en britisk aristokrat, model og kunstner.
Hun er tiptipoldedatter af dronning Victoria af Storbritannien, og hun er halvkusine til kong Charles 3. af Storbritannien, da hendes mor var kusine til Prins Philip, hertug af Edinburgh.
Edwina Hicks Brudenell er guddatter til dronning Elizabeth 2. af Storbritannien, og hun tilhører Mountbatten af Burma-grenen af Huset Battenberg.

## Forældre
Edwina Hicks Brudenelll er det ældste barn og den ældste datter af Pamela Mountbatten Hicks (født 1929) og David Nightingale Hicks (1929–1998).

## Slægt
Edwina Hicks Brudenell er barnebarn (datterdatter) af krigshelten Louis Mountbatten, 1. jarl Mountbatten af Burma. Louis Mountbatten (1900–1979) var den sidste britiske vicekonge i Indien (februar–august 1947), og han var landets generalguvernør i august 1947–juni 1948.
Louis Mountbatten og nogle af hans familiemedlemmer blev myrdede af det provisoriske IRA, da de var på fisketur ud for  Sligo på Irlands vestkyst den 27. august 1979. 
Louis Mountbatten var oldesøn af dronning Victoria af Storbritannien, og han var morbror til prinsgemalen Prins Philip, hertug af Edinburgh. Louis Mountbatten var kendt som mentor for tronfølgeren Charles, prins af Wales, der er prins Philips's ældste søn.

## Familie
Fra 1984 til 2004 var Edwina Hicks gift med skuespilleren Jeremy Brudenell (født 1960). Brylluppet fandt sted i domkirken i Oxford. De fik tre børn sammen:
- Maddison May Brudenell (født 1994),
- Jordan Anne Brudenell (født  1995)
- Rowan Michael David Brudenell (født  2001).